# Sisyrinchium soboliferum
Sisyrinchium soboliferum är en irisväxtart som beskrevs av Pierfelice Ravenna. Sisyrinchium soboliferum ingår i släktet gräsliljor, och familjen irisväxter. Inga underarter finns listade i Catalogue of Life.